# Architectenregister
Het Bureau Architectenregister is het zelfstandig bestuursorgaan in Nederland dat het bij de wet ingestelde Architectenregister beheert.

## Wet op de architectentitel
De Wet op de architectentitel (WAT) van 1987 beschermt het gebruik in Nederland van de titel "architect" (bedoeld worden: architecten, stedenbouwkundigen, tuin- en landschapsarchitecten of interieurarchitecten), niet het beroep architect. Iedereen is gerechtigd architectuur te bedrijven, maar niet iedereen mag zich daarbij architect noemen. 
Het doel van de wet is drieledig:
- Het waarborgen van een vakbekwame beroepsuitoefening van interieurarchitecten, architecten, tuin- en landschapsarchitecten en stedenbouwkundigen en daarmee de bevordering van de kwaliteit van het landschap en de gebouwde omgeving.

- Het implementeren van Europese richtlijnen voor de vier titels.

- Bescherming van de consument.

### Wijziging vanaf 2015
Sinds 2014 is het als afgestudeerde aan de universitaire opleiding architectuur (bachelor en master) niet meer mogelijk meteen de beschermde titel "architect" aan te vragen. Op grond van de Wet op de architectentitel (WAT) is de beroepservaringperiode (BEP) verplicht gesteld voor iedereen die na 31 december 2014 afstudeert in een van de vakdisciplines architectuur, stedenbouw, tuin- en landschapsarchitectuur of interieurarchitectuur en zich wil inschrijven in het architectenregister. Dit betekent dat je na je studietijd eerst nog een beroepservaringperiode moet volgen voordat je je in het architectenregister kunt registreren.

## Werkzaamheden
Het bureau ziet toe op naleving van de wet waarin de bescherming van de titel omschreven staat. Binnen deze beschermende wet vallen de titels architect, stedenbouwkundige, tuin- en landschapsarchitect en interieurarchitect. Het beschermen van de titel gebeurt op twee manieren: procedures voeren tegen personen die deze titel onrechtmatig gebruiken en door perodiek controles uit te voeren op de opleidingen die opleiden tot architect.

Door haar officiële benoeming door het Ministerie van VROM is het BA ook de aangewezen instantie om onder meer attesten te verstrekken aan Nederlandse architecten die in een andere EU-lidstaat willen werken.